# 鈴木良氏
鈴木 良氏（すずき よしうじ、生没年不詳）は、平安時代中期の貴族。官位は右衛門府生検非違使、従五位下。鈴木判官を称した。

## 経歴
天暦10年（956年）5月、捕使に任官。『扶桑略記』天徳4年（960年）条に右衛門府生検非違使の穂積良氏として現れ、同年4月18日に式部大輔・橘直幹が式部史生・奈癸忠雅に殴打された事件の追捕にあたり禄一疋を給与されており、在京の武官として活動している。
応和2年（962年）には美濃権介に任官した。

## 系譜
宮内庁書陵部蔵『華族系譜61 亀井家』による。
- 父：鈴木基行
- 母：不詳
- 妻：熊野連広継（熊野国造、正五位下）の女
  - 男子：鈴木重氏 - 押領使